# NGC 4214
NGC 4214 est une petite galaxie irrégulière magellanique rapprochée et située dans la constellation des Chiens de chasse. NGC 4214 a été découverte par l'astronome germano-britannique William Herschel en 1785. Cette galaxie a aussi été observée par l'astronome britannique John Herschel le 27 avril 1827 et elle a été inscrite au catalogue NGC sous la désignation NGC 4228.

## Caractéristiques
La classe de luminosité de NGC 4214 est V-VI et elle présente une large raie HI. Elle renferme également des régions d'hydrogène ionisé. 

### Distance
Sa vitesse par rapport au fond diffus cosmologique est de  550 ± 18 km/s, ce qui correspond à une distance de Hubble de 8,11 ± 0,63 Mpc (∼26,5 millions d'al), ce qui n'est certes pas la distance qui nous sépare de celle-ci, car elle est trop rapprochée du Groupe local.
Cependant, à ce jour, 19 mesures indépendantes du décalage vers le rouge ont été réalisées et elles donnent une distance de 2,979 ± 1,097 Mpc (∼9,72 millions d'al).

### Morphologie
NGC 4214 a été utilisée par Gérard de Vaucouleurs comme une galaxie de type morphologique SAB(s)m dans son atlas des galaxies,.

### Classification
Pour certains, il s'agit d'une galaxie irrégulière barrée, et pour d'autres d'une irrégulière intermédiaire,. Certaines sources qualifient NGC 4214 de galaxie naine irrégulière, mais avec un diamètre de 31 kal elle dépasse un peu la taille de cette catégorie de galaxies.

### Luminosité dans l'infrarouge
La luminosité de la galaxie NGC 4214 dans l'infrarouge lointain (de 40 à 400 µm)  est égale à 5,50 × 108 {\displaystyle L_{\odot }} (108,74{\displaystyle L_{\odot }}) et sa luminosité totale dans l'infrarouge (de 8 à 1 000 µm) est de 7,24 × 108 {\displaystyle L_{\odot }} (108,86{\displaystyle L_{\odot }}).

### Brillance de surface
En raison d'une brillance de surface égale à 14,11 mag/am2, on peut qualifier NGC 4214 de galaxie à faible brillance de surface (LSB en anglais pour low surface brightness). Les galaxies LSB sont des galaxies diffuses (D) avec une brillance de surface inférieure de moins d'une magnitude à celle du ciel nocturne ambiant.

## Une galaxie à sursaut de formation d'étoiles

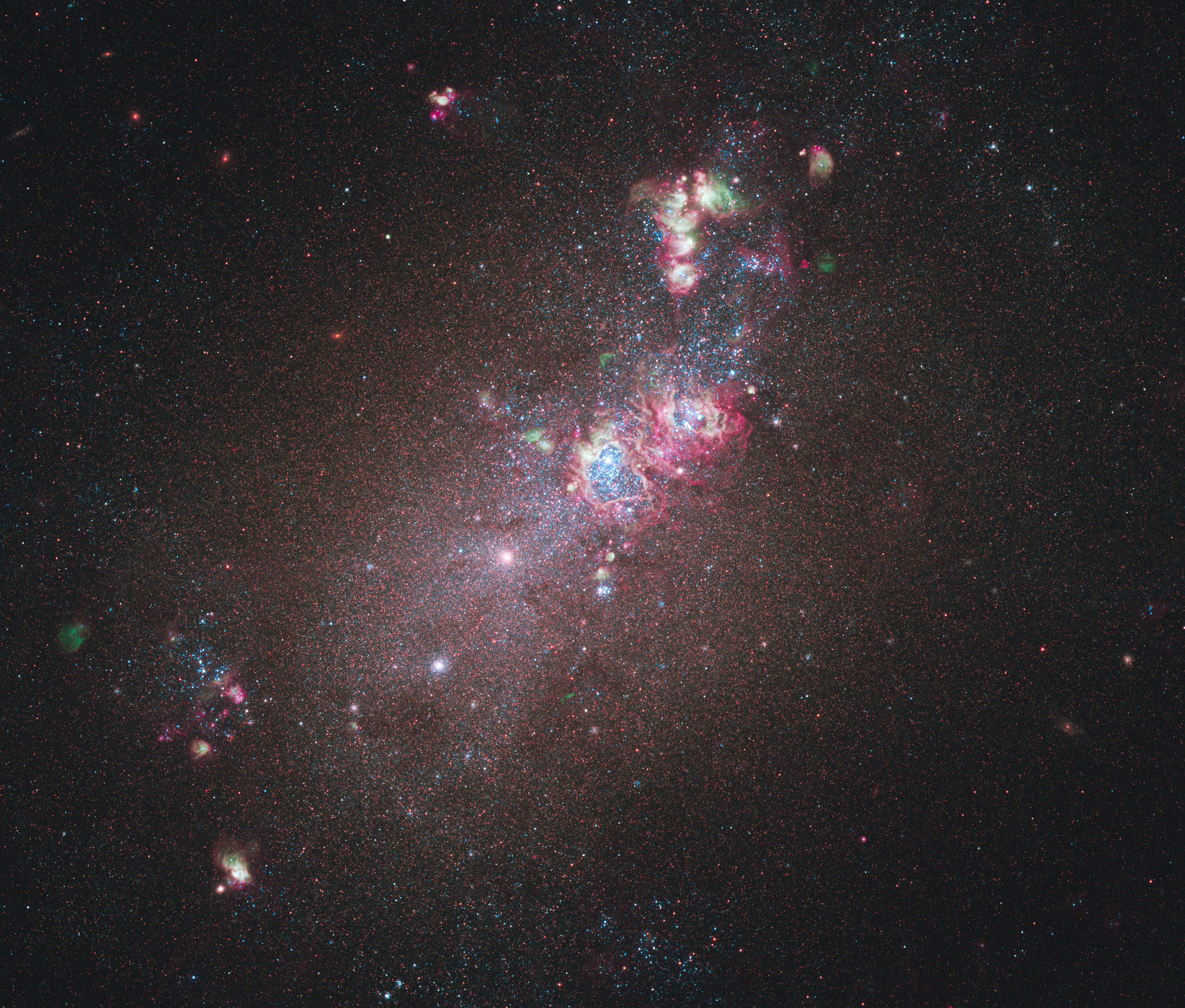
On peut voir sur cette image prise en lumière visible et en infrarouge par l'instrument WFC3 (Wide Field Camera 3) du télescope spatial Hubble des motifs complexes et brillants d'hydrogène gazeux ionisé, des cavités soufflées par les vents stellaires et des amas ouverts de jeunes étoiles.

Selon la base de données Simbad, NGC 4214 est une galaxie à sursaut de formation d'étoiles.
Une énorme cavité en forme de cœur, peut-être la caractéristique la plus attrayante de la galaxie, occupe le centre de l'image prise par le télescope spatial Hubble. À l'intérieur de cette cavité se trouve un gros amas ouvert de jeunes étoiles massives dont les températures de surface varient de 10 000 à 50 000 °C. Leurs vents stellaires intenses sont à l'origine de cette cavité. L'absence de gaz qui en résulte a stoppé la formation d'étoiles dans cette région.
La proximité de NGC 4214 et la grande variété d'étapes évolutives de ses étoiles en fait un laboratoire idéal pour l'étude de la formation et de l'évolution. Comme il y a peu de poussière entre nous et NGC 4214, les mesures obtenues en sont plus précises. NGC 4124 renferme une grande quantité de gaz constituant des pouponnières d'étoiles rougeoyantes que l'on peut voir sur l'image prise par le télescope spatial Hubble. Le plus jeune de ces amas est âgé d'environ deux millions d'années et il est situé dans la partie supérieure de cette image.
Deux grandes régions très actives de formation d'étoiles  près du centre de la galaxie, NGC 4214-I et NGC 4214-II. La région NGC 4214-I renferme un superamas stellaire riche en étoiles de type Wolf-Rayet. L'autre région plus jeune, moins de trois millions d'années, renferme plusieurs amas ouverts ainsi que des associations stellaires.

### Amas ouverts
Les observations de cette galaxie ont aussi révélé la présence d'amas ouverts constitués d'étoiles supergéantes rouges beaucoup plus vieilles. Celles-ci brillent surtout dans l'infrarouge et sont peu visibles sur l'image du télescope spatial Hubble. Deux superamas stellaires âgés ont fait l'objet d'une étude publiée en 2004. Ils sont âgés d'environ 200 millions d'années et leur masse respective sont de 2,6 × 105 {\displaystyle M_{\odot }} et 15 × 105 {\displaystyle M_{\odot }}.

## Supernova
Deux supernovas ont été découvertes dans NGC 4214 : SN 1954A et SN 2010U.

### SN 1954A
Cette supernova a été découverte le 10 avril 1954 par l'astronome suisse Paul Wild de l'université de Berne. Cette supernova était de type Ib.

### SN 2010U
Une appararent supernova a été découverte le 5 février 2010 à Yamagata au Japon par l'astronome japonais Koichi Itagaki. Le phénomène observé était plutôt une étoile variable lumineuse bleue (en anglais LBV Luminous blue variable), une étoile variable hypergéante très lumineuse dont les expulsions de matière peuvent donner lieu à des observations semblables à celles d'une supernova.

## Groupe de NGC 4631
Selon A.M. Garcia, la galaxie NGC 4190 fait partie d'un groupe de galaxies qui compte au moins 14 membres, le groupe de NGC 4631. Les autres membres sont NGC 4150, NGC 4163, NGC 4190, NGC 4244, NGC 4308, NGC 4395, NGC 4631, NGC 4656, IC 779, MCG 6-28-0, UGC 7605, UGC 7698, UGCA 276.
Selon Abraham Mahtessian, quatre des galaxies de ce groupe (NGC 4163, NGC 4190, NGC 4214 et NGC 4244) font partite du groupe de NGC 4214, la galaxie la plus brillante. Mahtessian mentionne aussi appartenance de NGC 4395 au groupe de NGC 4631, mais il n'y figure que cinq galaxies. En plus de NGC 4935, de NGC 4631 et de NGC 4656, deux autres galaxies non présentent dans la liste de Garcia y figurent, soit NGC 4509 et NGC 4627 qui occupent les deux dernières rangées du tableau présenté sur la page du groupe.